# Anemone multiceps
Anemone multiceps är en ranunkelväxtart som först beskrevs av Edward Lee Greene, och fick sitt nu gällande namn av Paul Carpenter Standley. Anemone multiceps ingår i släktet sippor, och familjen ranunkelväxter. Inga underarter finns listade i Catalogue of Life.